# الکسی یاکیمنکو
الکسی یاکیمنکو (روسی: Алексей Андреевич Якименко؛ زادهٔ ۳۱ اکتبر ۱۹۸۳) شمشیرباز اهل روسیه است.